# Magerfisktjärnarna
Magerfisktjärnarna är en sjö i Strömsunds kommun i Jämtland och ingår i Ångermanälvens huvudavrinningsområde. Sjön har en area på 0,0842 kvadratkilometer och ligger 558,3 meter över havet. Magerfisktjärnarna ligger i Frostvikenfjällen Natura 2000-område.

## Delavrinningsområde
Magerfisktjärnarna ingår i det delavrinningsområde (715232-144732) som SMHI kallar för Inloppet i Byxtjärnen. Medelhöjden är 574 meter över havet och ytan är 15,62 kvadratkilometer. Det finns inga avrinningsområden uppströms utan avrinningsområdet är högsta punkten. Vattendraget som avvattnar avrinningsområdet har biflödesordning 4, vilket innebär att vattnet flödar genom totalt 4 vattendrag innan det når havet efter 289 kilometer. Avrinningsområdet består mestadels av skog (90 procent). Avrinningsområdet har 0,17 kvadratkilometer vattenytor vilket ger det en sjöprocent på 1,1 procent.